# Jeon Jung-kook
Jeon Jung-kook OMC (hangul: 전정국; hanja: 田柾國; chinês simplificado: 田柾国, pinyin: Tián Jiùguó; Busan, 1 de setembro de 1997), mais frequentemente creditado na carreira musical apenas como Jungkook (em coreano:  정국), é um cantor, compositor, dançarino e produtor musical sul-coreano. Jungkook ganhou destaque mundial como membro do grupo masculino BTS (também conhecido como Bangtan Boys), formado em 2013. O grupo vendeu mais de dezesseis milhões de álbuns só na Coreia do Sul em vendas físicas, de acordo com o Gaon Music Chart, e se tornou o ato com o maior número de vendas a estrear na década de 2010.
Jungkook apresentou três músicas solo como parte da discografia do BTS - "Begin" em 2016, "Euphoria" em 2018 e "My Time" em 2020 - todas elas entraram na Gaon Digital Chart da Coreia do Sul. Ele também gravou a trilha sonora "Stay Alive" para o webtoon 7Fates: Chakho, do BTS. Em 2018, ele foi premiado com a Ordem de Mérito Cultural Hwagwan da quinta classe pelo Presidente da Coreia do Sul, Moon Jae-in. Em 2022, ele participou do single "Left and Right", do cantor e compositor americano Charlie Puth, que alcançou o número 22 na Billboard Hot 100. Mais tarde naquele ano, ele se tornou o primeiro artista sul-coreano a lançar uma música oficial para a trilha sonora da Copa do Mundo da FIFA com "Dreamers", que ele posteriormente apresentou na Cerimônia de Abertura da Copa do Mundo FIFA de 2022. 
Em 2023, Jungkook lançou seu single de estreia solo oficial, "Seven", com participação de Latto, que quebrou múltiplos recordes de streaming, estreando na primeira posição das tabelas Billboard Hot 100, Global 200 e Global Excl. US, fazendo dele o primeiro solista coreano a conquistar o feito. Seu single seguinte, "3D", com Jack Harlow, alcançou o top cinco da Billboard Hot 100 e fez de Jungkook o primeiro solista coreano a conquistar duas entradas consecutivas no top cinco da UK Singles Chart. Os dois singles fizeram parte do álbum de estreia solo de Jungkook, Golden, lançado em novembro do mesmo ano.

## Vida e carreira

### 1997–2015: Primeiros anos e início de carreira com BTS
Jungkook nasceu em 1 de setembro de 1997 em Busan, Coreia do Sul. Juntou-se a Big Hit Entertainment após participar das audições do Superstar K3, sendo escalado em 2011 nas audições realizadas em Daegu. Apesar de não ter passado na primeira rodada de testes do Superstar K3, muitas empresas tiveram a oportunidade de ver o vídeo de sua audição enquanto recrutavam novos aprendizes, o que o levou a se tornar um dos trainees mais requisitados na época. Sete empresas diferentes ofereceram contratos, como a JYP Entertainment, a Cube Entertainment, a FNC Entertainment e a própria Big Hit Entertainment. Depois de ouvir RM, que seria seu companheiro de grupo mais tarde, em sua visita à empresa, Jungkook acabou optando por assinar com a Big Hit e começar seu período de aprendizado. Para trabalhar em sua dança em preparação para a estreia, treinou com Movement Lifestyle em Los Angeles, durante o verão de 2012. Em junho de 2012, apareceu no vídeo musical de "I'm Da One" do Jo Kwon, e no mês seguinte no vídeo musical de "Party (XXO)" do grupo GLAM.

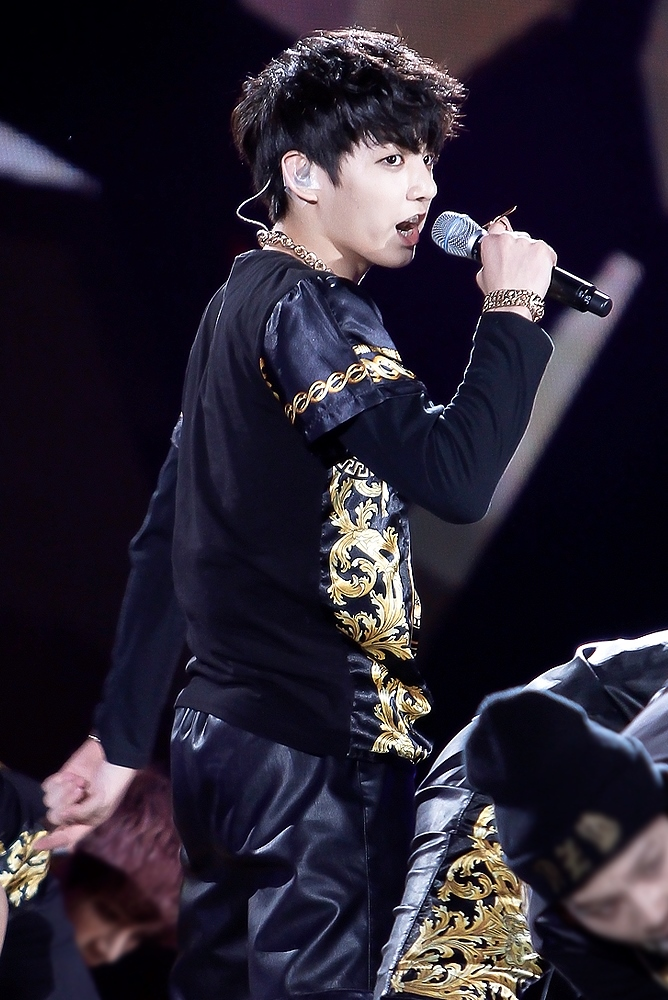
Jungkook se apresentando no Incheon Korean Music Wave 2013.

Em 12 de junho 2013, Jungkook fez sua estreia como membro do grupo BTS (também conhecido como Bangtan Boys) com o lançamento do single álbum 2 Cool 4 Skool, a primeira parte de sua série "trilogia escolar", simultaneamente com seu lead single "No More Dream", que alcançou o número 124 na Coreia antes de cair rapidamente nas paradas. Enquanto o single álbum estreou na 19ª posição no Gaon Music Chart, e alcançando a 5ª posição semanas depois. A primeira apresentação televisiva do grupo ocorreu no dia seguinte no M Countdown da Mnet com a faixa "No More Dream" de seu single de estreia. Apesar de polidas, essas primeiras performances ao vivo demonstraram o potencial do BTS com sua presença intensa e carismática no palco.
Em setembro de 2013, o BTS lançou a segunda parte de sua "trilogia escolar", o extended play O!RUL8,2?, junto com o single "N.O", que chegou ao número 92 na Coreia. O EP alcançou o número quatro na Coreia do Sul e vendeu mais de 34 mil cópias em seu ano de lançamento. Em termos líricos, o EP expandiu o tema dos sonhos e da felicidade, revelando sua frustração sob o severo sistema educacional coreano e sua determinação em enfrentar a luta de provar a si mesmos. No mesmo mês, o BTS estrelou seu próprio programa de variedades, o Rookie King Channel Bangtan da SBS MTV, baseado em uma estação de transmissão falsa, "Channel Bangtan", através da qual os membros parodiaram programas de variedades como VJ Special Forces e MasterChef Korea. Em dezembro de 2013, colaborou com outros artistas da Big Hit Entertainment na canção "Perfect Christmas". No final do ano, o BTS foi reconhecido com vários prêmios de Novo Artista do Ano, incluindo o 5th Melon Music Awards, 28th Golden Disc Awards e o 23rd Seoul Music Awards.
O último ato de sua "trilogia escolar", o EP Skool Luv Affair, foi lançado em janeiro de 2014 e liderou o Gaon Album Chart, vendendo 100 mil cópias em 2014. Em maio de 2014, apareceu no documentário da Mnet 4 Things Show: Outrageous Interview. Em setembro de 2014, juntamente com os outros membros do BTS apareceu no documentário da Mnet America, Go! BTS. Ainda em setembro divulgou um cover da canção "Working" de Zion.T. Em meados de dezembro, divulgou um cover da canção "Sofa" de Chush. Foi creditado como um dos compositores de "No More Dream" para o álbum Wake Up lançado em dezembro de 2014. Em 25 de dezembro de 2014, foi divulgado um vídeo contendo apenas o áudio no canal oficial do BTS no YouTube com Jungkook e Jimin cantando "Christmas Day", uma versão de "Mistletoe" de Justin Bieber.
Para o terceiro EP do grupo, The Most Beautiful Moment in Life, Part 1, lançado em abril de 2015, Jungkook co-escreveu a canção "Outro: Love is Not Over". Com esse EP o BTS deu início a uma nova série, onde quis expressar a beleza e a ansiedade de "juventude", definindo a "juventude" como "o momento mais bonito da vida".. O canal Fuse incluiu-o como o único álbum coreano em sua lista dos "27 melhores álbuns de 2015 até agora". O single "I Need U" foi o primeiro hit top 5 do BTS na Coreia e deu ao BTS sua primeira vitória em um programa musical no The Show. Enquanto seu segundo single, "Dope", alcançou o número 44 na Coreia, alcançou o número três no World Digital Songs Chart da Billboard. Em agosto do mesmo ano, Jungkook participou do Idol Star Athletics Championships onde representou o BTS no atletismo, além de ganhar o primeiro lugar no revezamento de 400 metros. Em setembro de 2015, participou da campanha One Dream One Korea como um dos muitos artistas que cantam a canção de mesmo nome, que foi escrita em memória a Guerra da Coreia. A canção foi lançada em 21 de setembro e apresentada no One K Concert em Seul em 15 de outubro do mesmo ano. Ainda em outubro, divulgou um cover de "Lost Stars" de Adam Levine. A canção foi mixada e masterizada por YANG GA. A "série juvenil" foi seguida pelo quarto EP The Most Beautiful Moment in Life, Part 2, lançado em novembro de 2015, juntamente com o lead single "Run", co-escrito por Jungkook – que também co-escreveu "Dead Leaves". O EP liderou as paradas semanais da Gaon Album e Billboard World Albums, fazendo do BTS o primeiro ato de K-pop a permanecer no topo por várias semanas. Em 24 de dezembro, divulgou um cover da canção "Paper Hearts" de Tori Kelly no SoundCloud. E dias depois em 29 de dezembro, um cover de "Fools" de Troye Sivan, gravado em parceria com RM, foi divulgado no site oficial do BTS. De acordo com o post em seu site, a canção foi mixada e masterizada por Pdogg. No KBS Song Festival de dezembro de 2015, executou uma performance especial de "Yanghwa BRDG" com Zion.T.

### 2016–2021: Aparições na televisão e estrelato mundial com BTS
Em janeiro de 2016, lançou um cover de "Nothing Like Us" de Justin Bieber. Em 14 de maio de 2016, apareceu como MC especial do programa Show! Music Core. O primeiro álbum compilatório em coreano do BTS e o final de sua "série juvenil", The Most Beautiful Moment in Life: Young Forever, foi lançado em maio de 2016. O álbum contou com três singles: o hit top 40 "Epilogue: Young Forever", o hit top 10 "Fire", e o hit top 20 "Save Me". O álbum liderou o Gaon Weekly Chart na Coreia por duas semanas consecutivas e alcançou o número 107 na Billboard 200 dos Estados Unidos. Em 1 de junho do mesmo ano, lançou a canção "I Know", juntamente com RM, para comemorar o aniversário do BTS marcando a abertura da cerimônia BTS Festa. A canção foi escrita e composta por RM. Ainda em junho entrou pro elenco do show de variedades da SBS "Flower Crew". O programa leva os membros em uma viagem de três dias e todas as suas decisões são tomadas pelos telespectadores através da transmissão ao vivo no Naver V, sendo mais tarde exibido como programa regular da SBS. Entre junho e julho de 2016, estrelou o programa Celebrity Bromance ao lado de Lee Min-woo, transmitido através do Naver TVCast, Naver V App, e o canal no YouTube da MBig TV. Em 30 de julho, apareceu como MC especial do programa Show! Music Core, juntamente com Jimin. Em agosto do mesmo ano, apareceu no King of Mask Singer sob o nome "Fencing Man" competindo nos episódios 71 e 72, respectivamente. Competiu contra Lady Jane na primeira rodada, cantando "I'm in Love" por Ra.D, e prosseguiu até às semi-finais, cantando "If You" do Big Bang, mas acabou sendo eliminado. Os juízes elogiaram sua voz, comparando-o com cantores como Crush e Zion.T. A canção "I'm in Love" foi lançada em 7 de agosto. Ainda em agosto deixou o elenco do programa Flower Crew.

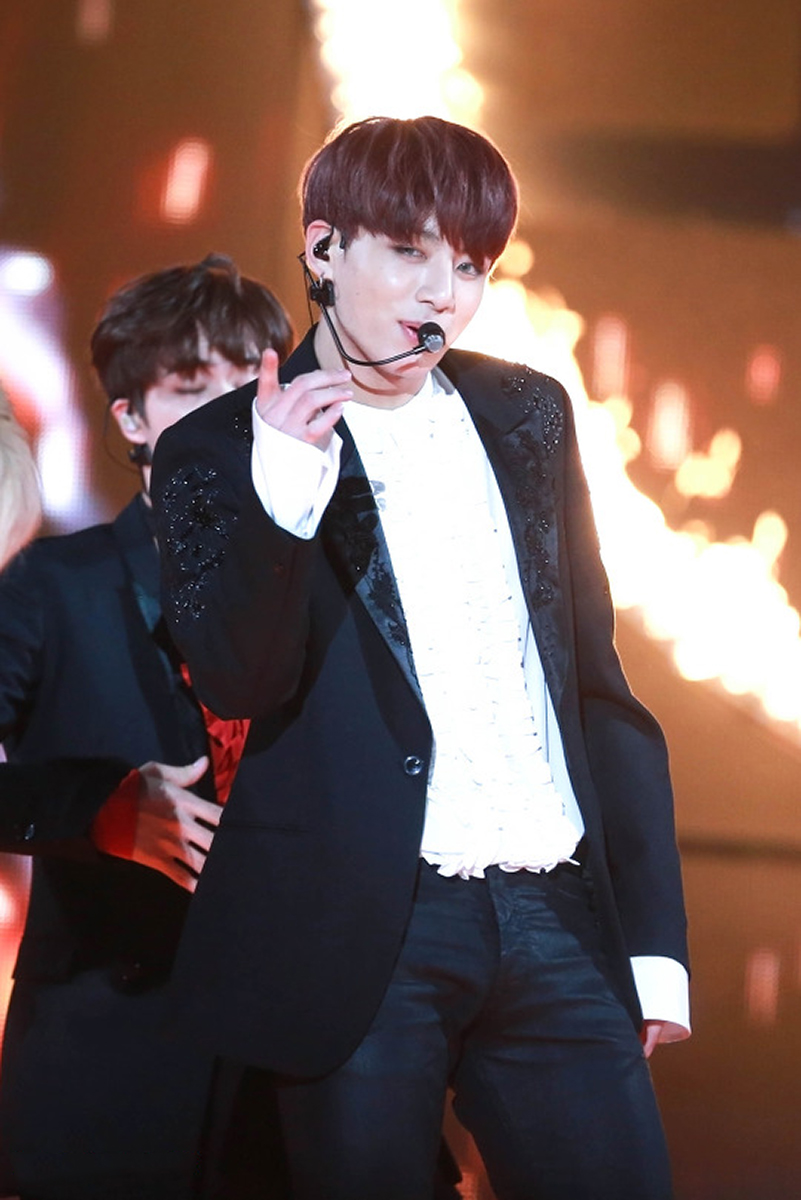
Jungkook se apresentando no 8th Melon Music Awards, em 2016.

Em 1 setembro de 2016, lançou um cover de "Purpose" de Justin Bieber. Ainda em setembro, o BTS lançou seu segundo álbum de estúdio em japonês Youth, onde co-escreveu "Introduction : Youth". O segundo álbum de estúdio em coreano do BTS, Wings, lançado em 10 de outubro de 2016. O conceito geral do álbum, que combinou os temas da juventude apresentados em suas "séries juvenis" anteriores com tentação e adversidade e, pela primeira vez como um grande esforço do grupo, incluindo sete faixas solo que demonstraram o potencial e a individualidade de cada membro como músicos independentes. O álbum foi geralmente bem recebido pela crítica, com a Rolling Stone nomeando-o como "um dos álbuns pop mais conceitualmente e sonoramente ambiciosos de 2016". O single principal "Blood Sweat & Tears" alcançou um "all-kill" nas paradas musicais na Coreia do Sul e se tornou seu primeiro hit número um no Gaon Digital Chart. O BTS se tornou o primeiro grupo coreano a liderar o ranking Social 50 da Billboard naquele mês. Enquanto o álbum vendeu mais de 1,5 milhão de cópias na Coreia do Sul naquele ano e se tornou o álbum mais vendido na história do Gaon Album Chart na época. Em novembro de 2016, estrelou ao lado dos outros membros do BTS o mini drama Flower Boys Bangtan High School. Em dezembro do mesmo ano, participou do 2016 KBS Song Festival interpretando a canção "I'm a Butterfly", juntamente com outros artistas formando a "K-Pop 97 Line".
Em 6 de janeiro de 2017, Jungkook publicou na conta oficial no Twitter do BTS uma prévia de seu cover de "We Don't Talk Anymore" de Charlie Puth (com Selena Gomez). A versão completa da canção foi lançada em 28 de fevereiro (KST). Em 6 de fevereiro, divulgou um cover da canção "Beautiful", interpretada originalmente por Crush para a trilha sonora da série da tvN Guardian: The Lonely and Great God (também conhecida como Goblin). Em junho do mesmo ano, lançou seu segundo cover de "We Don't Talk Anymore", dessa vez em colaboração com Jimin, como parte da cerimônia BTS Festa. Dias depois lançou uma nova versão da canção "So Far Away", juntamente com Suga e Jin, também para o BTS Festa. A faixa original foi lançada no ano anterior por Suga, sob o nome de Agust D, com a participação de Suran. Em 1 de setembro de 2017 à meia-noite (KST), Jungkook lançou um cover da canção "2U" de David Guetta (com Justin Bieber), como comemoração de seu aniversário. A foto de capa para o upload da música no SoundCloud é creditada a Vante, que é o nome que V usa como fotógrafo. Dias depois em 27 de setembro, apareceu no programa da JTBC Let's Eat Dinner Together. O show de variedades apresenta os anfitriões Kang Ho-dong e Lee Kyung-kyu juntando-se com celebridades convidadas para visitar casas em um bairro na tentativa de encontrar alguém que os convide para jantar e conversar.
Em janeiro de 2018, Jungkook divulgou seu cover da canção "Breathe" de Lee Hi. Em março do mesmo ano, divulgou um cover da canção "Only Then" de Roy Kim. Jungkook participou como o principal produtor e co-compositor da canção "Magic Shop", uma música dedicada aos fãs do BTS, lançada em maio de 2018 como faixa do álbum Love Yourself: Tear. O título da canção foi inspirado no livro Into the Magic Shop, de James R. Doty. Depois que a lista de músicas do álbum foi revelada, o livro se tornou um best seller na Coreia do Sul, e o autor publicou pessoalmente uma mensagem de agradecimento ao grupo. Em 6 de novembro de 2018, Jungkook performou "We Don't Talk Anymore" com o cantor original da canção Charlie Puth como um estágio de colaboração especial durante a primeira parte do MBC Plus X Genie Music Awards. Em 23 de janeiro de 2019, ele compartilhou duas versões diferentes de seu cover de "Ending Scene", da cantora e atriz IU, no SoundCloud. Em 11 de junho de 2019, foi lançado um remix de sua faixa solo "Euphoria", intitulado "DJ Swivel Forever Mix", como parte do BTS Festa.
O quarto álbum de estúdio em coreano (sétimo no geral) do BTS, Map of the Soul: 7, foi lançado em 21 de fevereiro de 2020. O álbum estreou no topo da Billboard 200 com uma contagem de 422 mil unidades equivalentes a álbuns na primeira semana, incluindo 347 mil vendas puras, tornando o quarto número consecutivo nos Estados Unidos do BTS e tornando-os o grupo mais rápido desde Os Beatles a ganhar quatro álbuns número um. Também marcou as vendas mais altas da semana de abertura de um álbum em 2020 e, de longe, a maior estreia de um grupo na Billboard 200. Após o lançamento do primeiro single do álbum, "Black Swan", o BTS se apresentou ao lado de Lil Nas X, Billy Ray Cyrus, Diplo e mais em um segmento especial do 62nd Annual Grammy Awards, fazendo do BTS o primeiro ato coreano a se apresentar no Grammy.
Em 4 de junho de 2020, Jungkook lançou a música auto-produzida "Still With You", de graça em plataformas como SoundCloud como parte das comemorações anuais do BTS. O BTS lançou Map of the Soul: 7 – The Journey, como quarto álbum em japonês, em 14 de julho, estreando como número um no Oricon Daily Albums Chart, tendo vendido mais de 447 mil cópias em 24 horas após o lançamento. No final de sua primeira semana, a Oricon relatou em 21 de julho que o álbum estreou como número um na edição Weekly Album Chart de 27 de julho para o período de 13–19 de julho com mais de 564 mil cópias vendidas, quebrando o recorde de vendas mais altas na primeira semana de 2020 e se tornando o álbum mais vendido do ano na época. Em 20 de novembro de 2020, o BTS lançou seu quinto álbum de estúdio, chamado Be. O lead single "Life Goes On" estreou no número um na Billboard Hot 100. Com isso, o BTS alcançou seu terceiro número um consecutivo no Hot 100 em apenas três meses – o mais rápido de qualquer banda desde Os Beatles em 1964 – e se tornou o primeiro grupo na história da parada a ter duas estreias em primeiro lugar, bem como sete canções que aparecem simultaneamente no gráfico. "Life Goes On" também se tornou a primeira música tocada principalmente em coreano a estrear no primeiro lugar. Com o lançamento do single em inglês "Butter", em março de 2021, o BTS estreou como número um na Hot 100 tornando-os o ato mais rápido a alcançar quatro posições no topo das paradas desde Justin Timberlake em 2006, e o grupo mais rápido desde the Jackson 5 em 1970.

### 2022–presente: Projetos solo
Em fevereiro de 2022, Jungkook colaborou para a trilha sonora de 7Fates: Chakho, um webtoon inspirado no BTS. Intitulada "Stay Alive", e produzida pelo colega de grupo Suga, a música rendeu a Jungkook sua primeira entrada solo na Billboard Hot 100 com seu estreia no número 95; sua primeira entrada solo no gráfico Billboard Global Excl. U.S ocupando o número oito; e se tornou a primeira trilha sonora coreana na história a estrear no Official Singles Chart no Reino Unido, no número 89. Jungkook colaborou novamente com Charlie Puth, participando no single "Left and Right", que foi lançado em 24 de junho.
Em junho de 2022, foi anunciado que o BTS suspenderia temporariamente suas atividades em grupo para os membros se concentrarem em projetos solo e outros empreendimentos. O anúncio fez com que as ações da Hybe Corporation caíssem rapidamente, resultando em uma queda no valor de mercado de US$1.7 bilhão. Os preços das ações da Hybe continuaram em queda acentuada abaixo de seu IPO original em meio à contínua especulação do mercado sobre as implicações do alistamento militar obrigatório dos membros do grupo e sua possível separação. No final de outubro, o BTS ganhou cinco indicações para o MAMA Awards de 2022, com os membros recebendo mais oito indicações como artistas solo. Em 20 de novembro, Jungkook lançou o single "Dreamers", com a participação do cantor catariano Fahad Al Kubaisi, antes de sua apresentação na cerimônia de abertura para a Copa do Mundo Fifa 2022 no Qatar mais tarde naquele mesmo dia. Ele encabeçou o evento no Estádio Al Bayt e cantou a música junto com Al Kubaisi.
Jungkook foi anunciado como o mais novo embaixador global da Calvin Klein em março de 2023. "Still With You" e "My You" foram disponibilizadas em serviços de streaming em todo o mundo como singles oficiais sob o nome de Jungkook em 3 de julho. Seu single de estreia solo, "Seven", com participação da rapper norte-americana Latto, foi lançado em 14 de julho de 2023.

## Imagem pública

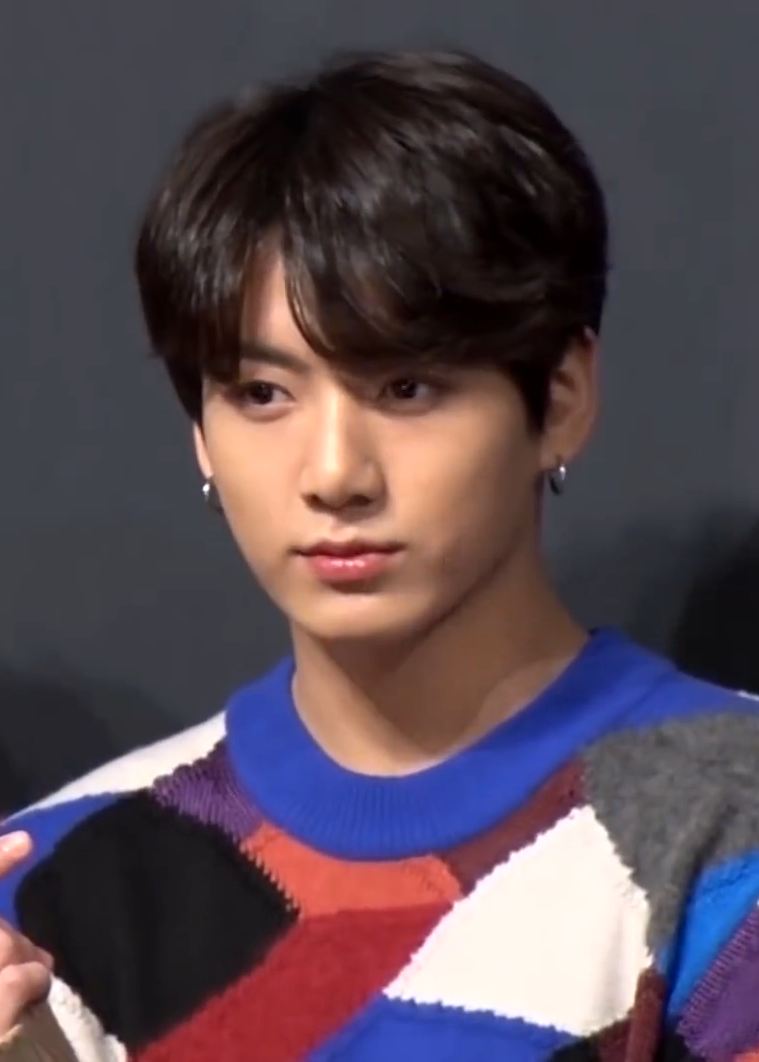
Jungkook durante uma conferência de imprensa para Love Yourself: Tear. (maio de 2018)

Após sua estreia na carreira musical com o BTS, Jungkook recebeu o título de "Golden Maknae" por suas habilidades de canto, dança e rap, além da composição. Suas performances no King of Mask Singer quebrou completamente os estereótipos e opiniões em relação ao BTS. Enquanto estava mascarado, mesmo que não tenha se tornado o rei do programa, as performances mostraram os vocais emocionais de Jungkook, o centro da vocal line do BTS, motivo pelo qual recebeu elogios intermináveis. Ha Hyun-woo, um participante anterior do programa, também elogiou muito sua voz suave e macia.

### Impacto
No início de 2017, o canal 1theK realizou uma pesquisa no Twitter para determinar quem os fãs consideram o merecedor do título de "ídolo do sexo masculino com uma voz doce como o chocolate do Dia dos Namorados." Jungkook ganhou a votação com 66 por cento dos votos. Em fevereiro de 2017, após Jungkook divulgar um cover de "We Don't Talk Anymore", Charlie Puth (interprete original da canção) declarou adorar o artista. Durante uma entrevista de rádio Charlie Puth disse: "Eu gosto de BTS, e também gosto de Jungkook". "Eu apenas gosto deles, acho que eles são uma banda fantástica. Quero conhecê-los pessoalmente um dia e pedir desculpas a Jungkook por ter pronunciado seu nome errado". Após Charlie escrever seu nome errado isso se tornou um meme entre os fãs.
Em 2018, Jungkook ficou em primeiro lugar por 10 semanas seguidas na revista Hi China, sob a lista de celebridades mais amada na China. Em outubro de 2018, Jungkook quebrou o recorde da maioria dos espectadores em tempo real com sua transmissão solo ao vivo na história do V Live com mais de 3,7 milhões de espectadores em todo o mundo. Em dezembro de 2018, um vídeo de Jungkook cantando em seu estúdio foi revelado como o tweet mais retweetado no país naquele ano. Na pesquisa de 2018 conduzida pela Gallup Korea, ele se classificou como o "oitavo ídolo preferido do ano". Vários artistas o citaram como uma influência e modelo, como Kim Dong-han e Hyeongseop X Euiwoong.
Em outubro 2018, ele foi premiado com a Ordem de Mérito Cultural Hwagwan de quinta classe pelo Presidente da Coreia do Sul, juntamente com outros membros do BTS. Jungkook também é extremamente popular nas redes sociais entre os fãs. Em dezembro de 2018, um vídeo dele cantando no estúdio se tornou o tweet mais retuitado na Coreia do Sul naquele ano.
A popularidade de Jungkook lhe rendeu o apelido de "Rei Esgotado", já que os itens que ele costuma usar se esgotam rapidamente. Em janeiro de 2019, em uma conversa com os fãs no fancafe oficial do BTS, Jungkook compartilhou sobre o uso da marca de amaciante de tecidos Downy para sua lavanderia. Isso levou a um aumento repentino de popularidade e vendas, e o valor de dois meses do produto Downy foi esgotado e o valor das ações da empresa coreana aumentou mais de 11% em um dia. Em uma pesquisa de 2019 realizada pela Gallup Coreia, Jungkook foi classificado como a terceira celebridade mais amada do ano na Coreia do Sul. Ele estreou na lista em 2016 na 20ª posição, em seguida, ficou em 17º em 2017, e depois o 8º em 2018.
Em março de 2021, Jungkook estabeleceu um novo recorde de espectadores em tempo real na história do V Live quando sua transmissão solo ao vivo ultrapassou 22 milhões de espectadores simultâneos—ele quebrou o recorde pela primeira vez em outubro de 2018, quando sua transmissão ultrapassou 3,7 milhões de telespectadores em todo o mundo. Em junho de 2021, um parlamentar do Partido da Justiça usou fotos dele para promover a legalização de tatuagens na Coreia do Sul, que funciona de acordo com as regulamentações. As postagens foram amplamente condenadas por internautas, que acusaram o legislador de tirar vantagem da fama de Jungkook para fins políticos.

## Controvérsias
Em dezembro de 2015, um vídeo foi enviado para a mídia social onde mostra um dos gerentes do BTS ameaçando um dos membros. No vídeo curto, o gerente levanta a mão contra Jungkook, possivelmente, com a intenção de acertá-lo, e Jungkook recua ligeiramente em resposta ao gesto. Os fãs também chamaram a atenção para um clipe da Mnet "Meet & Greet" em que os membros do BTS estão comendo juntos quando V e Jungkook parecem olhar para alguém fora do quadro da câmera e colocam sua pizza para baixo. Um representante da Big Hit Entertainment originalmente minimizou o problema, relatando que era um provável mal-entendido e pedindo aos fãs que esperassem por declarações oficiais. Em 10 de dezembro de 2015, a empresa divulgou um pedido de desculpas oficial através de seu Twitter: "Pedimos desculpas por fazer os fãs ficarem preocupados com o '2016 BTS Seasons Greetings DVD Making Video'." A Big Hit escreveu: "A fim de ajudar os nossos artistas a se expressar, a Big Hit Entertainment proíbe coercitiva ou ações opressivas. Assumimos a responsabilidade que uma ação problemática foi capturada em um vídeo que supostamente deveria ser significativo para os fãs." "O gerente em questão admitiu seu erro e a empresa será responsável por sua demissão de seu cargo, bem como certificando-se de que os superiores também assumirão a responsabilidade nessa questão", eles continuaram. "Vamos trabalhar mais duro para construir confiança e respeito com nossos artistas", escreveram.

"Estou realmente tendo um bom tempo de filmagens. Após a primeira transmissão, a atmosfera tornou-se desconfortável. Estou realmente me divertindo, e os outros membros cuidam bem de mim quando não estamos filmando também."

Jungkook durante uma transmissão, em 7 de junho de 2016.
Após o primeiro episódio do programa Flower Crew, que ocorreu em 6 de junho de 2016, os telespectadores criticaram alguns membros do elenco por seus comentários e ações para os outros membros, Jungkook e o ator Kim Min-suk. No primeiro episódio, Jungkook chegou ao local de filmagem com um saco cheio de hambúrgueres para seus companheiros de elenco. Mas Jo Se-ho disse: "Eu acho que essas são as sobras.", e Jungkook respondeu: "Não, eles são novos!". Jo Se-ho então entregou os hambúrgueres para Jungkook, e disse para ele "esquecer", e vai embora. Seo Jang-hoon também foi criticado por aparentemente tentar pegar carona na popularidade de Jungkook fazendo comentários sobre a sua proximidade, e ignorando Kim Min-suk quando ele leu um comentário por um fã dizendo para ele parar porque Jungkook parecia desconfortável. Seo Jang-hoon também repetidamente se queixou do sistema de votação, alegando que era injusto. Além disso, os espectadores criticaram o show em si pela utilização de um formato em que parece inevitável que Jungkook seria o vencedor, devido à enorme base de fãs do BTS e sua popularidade on V app. Enquanto isso, Jungkook parecia desconfortável com a ideia de ser o líder da equipe do programa. Os membros do elenco do programa pediram desculpas por seu tratamento durante uma transmissão ao vivo. Durante o processo de votação no segundo episódio, em 7 de junho, Seo Jang-hoon disse: "Algumas pessoas podem ter se sentido desconfortáveis ou ofendidas [assistindo nosso show], mas eu acho que eles entenderam errado devido a não saberem o que se passou antes e depois do que foi ao ar. Não há nenhuma pessoa designada para liderar o show ou qualquer coisa, então eu sinto muito por qualquer desconforto que possa ter dado. Eu só quero que as pessoas saibam que há uma diferença do que os outros pensam e o que sabemos." Jo Se-ho também explicou: "Eu também sinto muito por ter feito o público se sentir desconfortável. Talvez eu tenha agido de uma forma diferente ao tentar conhece-los [Jungkook e Kim Min-suk]".
Em 2 de novembro de 2019, ele se envolveu em um acidente após violar as leis de trânsito. Jungkook, que estava dirigindo sua Mercedes-Benz, bateu na traseira de um táxi. Tanto ele como o taxista sofreram ferimentos leves e receberam tratamento no hospital pelas contusões. Em comunicado divulgado por sua empresa de gestão, ele admitiu sua culpa por causar o acidente, pagou uma quantia não revelada à vítima e afirmou que cooperará com a investigação policial que seguirá.

## Vida pessoal
Antes de estrear oficialmente, como membro do grupo BTS, seu nome artístico seria Seagull. Em fevereiro de 2014, matriculou-se na Escola de Artes Dramáticas de Seul, graduando-se em 7 de fevereiro de 2017.

## Filmografia
| Título                       | Ano  | Papel     | Notas                                                       |
| ---------------------------- | ---- | --------- | ----------------------------------------------------------- |
| Begin #1                     | 2016 | Ele mesmo | Trailer/curta-metragemDirigido por Yong-seok Choi (Lumpens) |
| Burn the Stage: The Movie    | 2018 | Ele mesmo | Documentário do BTS                                         |
| Love Yourself in Seoul       | 2019 | Ele mesmo | Filme de concerto do BTS                                    |
| Bring the Soul: The Movie    | 2019 | Ele mesmo | Documentário do BTS                                         |
| Break the Silence: The Movie | 2020 | Ele mesmo | Documentário do BTS                                         |
| Jung Kook: I Am Still        | 2020 | Ele mesmo | Documentário                                                |

| Título                          | Ano  | Papel       | Rede        | Notas                                             |
| ------------------------------- | ---- | ----------- | ----------- | ------------------------------------------------- |
| Flower Crew                     | 2016 | Ele mesmo   | SBS         | Regular                                           |
| King of Mask Singer             | 2016 | Fencing Man | MBC         | Competidor (Ep. 71–72)                            |
| Flower Boys Bangtan High School | 2016 | Jungkook    | MBC Every 1 | Sunbae do clube de artePapel fictício de si mesmo |
| Let's Eat Dinner Together       | 2017 | Ele mesmo   | JTBC        | Convidado (Ep. 50)                                |

| Título                              | Ano  | Rede         | Notas                                            |
| ----------------------------------- | ---- | ------------ | ------------------------------------------------ |
| BTS China Job                       | 2014 | YinYueTai    | Documentário (Ep. 1–3)                           |
| 4 Things Show: Outrageous Interview | 2014 | Mnet         | Documentário sobre Rap Monster (Ep. 3)           |
| Go! BTS                             | 2014 | Mnet America | Documentário gravado em Los Angeles, Califórnia. |
| Celebrity Bromance                  | 2016 | MBig TV      | Temp. 8 (Ep. 35–39)                              |

| Canção                       | Ano                          | Outro(s) artista(s)          |
| Aparições em vídeos musicais | Aparições em vídeos musicais | Aparições em vídeos musicais |
| ---------------------------- | ---------------------------- | ---------------------------- |
| "I'm Da One"                 | 2012                         | Jo Kwon                      |
| "Party (XXO)"                | 2012                         | GLAM                         |
| Outras aparições             |                              |                              |
| "Perfect Christmas"          | 2013                         | Vários                       |
| "One Dream One Korea"        | 2015                         | Vários                       |

## Discografia
| Título                                                                                   | Ano                    | Melhores posições nas paradas | Melhores posições nas paradas | Melhores posições nas paradas | Vendas                                          | Certificações           | Álbum                                    |
| Título                                                                                   | Ano                    | KOR                           | CAN                           | US World                      | Vendas                                          | Certificações           | Álbum                                    |
| Como artista principal                                                                   | Como artista principal | Como artista principal        | Como artista principal        | Como artista principal        | Como artista principal                          | Como artista principal  | Como artista principal                   |
| ---------------------------------------------------------------------------------------- | ---------------------- | ----------------------------- | ----------------------------- | ----------------------------- | ----------------------------------------------- | ----------------------- | ---------------------------------------- |
| "Stay Alive"                                                                             | 2022                   | 68                            | 74                            | 1                             | - WW: 30,400                                    | —                       | Lançamento sem álbum                     |
| "Dreamers"                                                                               | 2022                   | 7                             | 90                            | 1                             | —                                               | —                       | FIFA World Cup 2022™ Official Soundtrack |
| "Seven" (com Latto)                                                                      | 2023                   | 10                            | 5                             | 1                             | —                                               | —                       | Lançamento sem álbum                     |
| Como artista convidado                                                                   |                        |                               |                               |                               |                                                 |                         |                                          |
| "Left and Right" (Charlie Puth com Jungkook)                                             | 2022                   | 15                            | 17                            | —                             | - JPN: 12,820 (Dig.) - US: 500,000 - WW: 45,000 | - RIAA: Ouro - MC: Ouro | Charlie                                  |
| Singles promocionais                                                                     |                        |                               |                               |                               |                                                 |                         |                                          |
| "I Know" (com Rap Monster)                                                               | 2016                   | —                             | —                             | —                             | —                                               | —                       | Lançamento sem álbum                     |
| "I'm in Love" (com Lady Jane)                                                            | 2016                   | —                             | —                             | —                             | —                                               | —                       | King of Mask Singer: EP 71               |
| "Still with You"                                                                         | 2020                   | —                             | —                             | —                             | —                                               | —                       | Lançamento sem álbum                     |
| Outras aparições                                                                         |                        |                               |                               |                               |                                                 |                         |                                          |
| "Perfect Christmas" (com Jo Kwon, Lim Jeong-hee, Joo Hee, Rap Monster)                   | 2013                   | 45                            | —                             | —                             | - KOR: 64,789                                   | —                       | Lançamentos sem álbum                    |
| "Christmas Day" (com Jimin)                                                              | 2014                   | —                             | —                             | —                             | —                                               | —                       | Lançamentos sem álbum                    |
| "One Dream One Korea" (com Vários Artistas)                                              | 2015                   | —                             | —                             | —                             | —                                               | —                       | Lançamentos sem álbum                    |
| "Begin"                                                                                  | 2016                   | 27                            | —                             | 5                             | - KOR: 90,526                                   | —                       | Wings                                    |
| "Euphoria"                                                                               | 2018                   | 11                            | 86                            | —                             | - US: 500,000                                   | —                       | Love Yourself: Answer                    |
| "My Time" (시차)                                                                         | 2020                   | 21                            | —                             | 2                             | - US: 24,000                                    | —                       | Map of the Soul: 7                       |
| "—" indica lançamentos que não figuraram nas paradas ou não foram lançados nessa região. |                        |                               |                               |                               |                                                 |                         |                                          |

Notas
1. 1 2  A canção foi lançada antes da mudança do nome artístico de RM, que na época era creditado com Rap Monster.
2. 1 2 3  Apesar de serem solos de Jungkook, as canções são oficialmente faixas do BTS.

### Composições
|  | Indica lançamento como single |

| Canção                                   | Ano  | Álbum                                            | Artista(s)          | Letra     | Letra                                                                   | Música    | Música                                                                                            | Arranjo   | Arranjo                     |
| Canção                                   | Ano  | Álbum                                            | Artista(s)          | Creditado | Com                                                                     | Creditado | Com                                                                                               | Creditado | Com                         |
| ---------------------------------------- | ---- | ------------------------------------------------ | ------------------- | --------- | ----------------------------------------------------------------------- | --------- | ------------------------------------------------------------------------------------------------- | --------- | --------------------------- |
| "Dead Leaves" (고엽)                     | 2015 | The Most Beautiful Moment in Life, Part 2        | BTS                 | Sim       | Suga Slow Rabbit Hitman Bang RM J-Hope Pdogg [ 190 ]                    | Sim       | Suga Slow Rabbit "Hitman" Bang Si-hyuk RM J-Hope Pdogg [ 190 ]                                    | Não       | —                           |
| "Introduction : Youth"                   | 2016 | Youth                                            | BTS                 | Não       | —                                                                       | Sim       | Ryuja RM "Hitman" Bang Si-hyuk Pdogg Suga Kim Tae-hyung J-Hope UTA HIRO Bouther Su Devine-Channel | Não       | —                           |
| "Love Is Not Over" (Full Length Edition) | 2016 | The Most Beautiful Moment in Life: Young Forever | BTS                 | Sim       | Slow Rabbit Pdogg Kim Seok-jin RM Suga J-Hope [ 191 ]                   | Sim       | Slow Rabbit                                                                                       | Sim       | Slow Rabbit                 |
| "Magic Shop"                             | 2018 | Love Yourself: Tear                              | BTS                 | Sim       | Hiss noise RM DJ Swivel Candace Nicole Sosa ADORA Suga J-Hope [ 192 ]   | Sim       | Hiss noise RM DJ Swivel Candace Nicole Sosa ADORA Suga J-Hope [ 192 ]                             | Sim       | Hiss noise RM ADORA [ 192 ] |
| "My Time" (시차)                         | 2020 | Map of the Soul: 7                               | BTS (Jungkook solo) | Sim       | Sleep Deez RM Jayrah Gibson Pdogg Printz Board Richelle Alleyne [ 193 ] | Sim       | Sleep Deez RM Jayrah Gibson Pdogg Printz Board Richelle Alleyne                                   | Não       | —                           |
| "No More Dream"                          | 2013 | 2 Cool 4 Skool                                   | BTS                 | Sim       | Pdogg "Hitman" Bang Si-hyuk Supreme Boi RM Suga J-Hope Supreme Boi      | Não       | —                                                                                                 | Não       | —                           |
| "Outro: Love is Not Over"                | 2015 | The Most Beautiful Moment in Life, Part 1        | BTS                 | Sim       | Slow Rabbit Pdogg Kim Seok-jin [ 194 ]                                  | Sim       | Slow Rabbit                                                                                       | Sim       | Slow Rabbit                 |
| "RUN"                                    | 2015 | The Most Beautiful Moment in Life, Part 2        | BTS                 | Sim       | Pdogg "Hitman" Bang Si-hyuk RM Suga Kim Tae-hyung J-Hope [ 190 ]        | Sim       | Pdogg "Hitman" Bang Si-hyuk RM Suga Kim Tae-hyung J-Hope [ 190 ]                                  | Não       | —                           |
| "RUN" (Alternative Mix)                  | 2016 | The Most Beautiful Moment in Life: Young Forever | BTS                 | Sim       | Pdogg "Hitman" Bang Si-hyuk RM Suga Kim Tae-hyung J-Hope [ 191 ]        | Sim       | Pdogg "Hitman" Bang Si-hyuk RM Suga Kim Tae-hyung J-Hope [ 191 ]                                  | Não       | —                           |
| "RUN" (Ballad Mix)                       | 2016 | The Most Beautiful Moment in Life: Young Forever | BTS                 | Sim       | Pdogg "Hitman" Bang Si-hyuk RM Suga Kim Tae-hyung J-Hope [ 191 ]        | Sim       | Pdogg "Hitman" Bang Si-hyuk RM Suga Kim Tae-hyung J-Hope [ 191 ]                                  | Não       | —                           |
| "We Are Bulletproof Pt.2"                | 2013 | 2 Cool 4 Skool                                   | BTS                 | Sim       | Pdogg "Hitman" Bang Si-hyuk Supreme Boi RM Suga J-Hope                  | Não       | —                                                                                                 | Não       | —                           |

## Prêmios e indicações
| Prêmio                                                     | Ano  | Categoria                                | Trabalho nomeado                    | Resultado | Ref.                    |
| ---------------------------------------------------------- | ---- | ---------------------------------------- | ----------------------------------- | --------- | ----------------------- |
| 7th MTV Millennial Awards                                  | 2019 | Global Instagrammer                      | Ele mesmo                           | Venceu    | [ 195 ]                 |
| 48th E! People's Choice Awards                             | 2022 | The Collaboration Song of 2022           | "Left and Right" (com Charlie Puth) | Pendente  | [ 196 ]                 |
| 48th E! People's Choice Awards                             | 2022 | The Music Video of 2022                  | "Left and Right" (com Charlie Puth) | Pendente  | [ 196 ]                 |
| MTV Video Music Awards                                     | 2022 | Canção do Verão                          | "Left and Right" (com Charlie Puth) | Indicado  | [ 197 ]                 |
| Reconhecimentos                                            |      |                                          |                                     |           |                         |
| TC Candler: The 4th Annual Independent Critics List        | 2016 | World's 100 Most Handsome Faces of 2016  | Ele mesmo                           | 55th      | [ 198 ]                 |
| TC Candler: The 5th Annual Independent Critics List        | 2017 | World's 100 Most Handsome Faces of 2017  | Ele mesmo                           | 13rd      | [ 199 ]                 |
| TC Candler: The 6th Annual Independent Critics List        | 2018 | World's 100 Most Handsome Faces of 2018  | Ele mesmo                           | 2nd       | [ 200 ]                 |
| TC Candler: The 7th Annual Independent Critics List        | 2019 | World's 100 Most Handsome Faces of 2019  | Ele mesmo                           | 1st       | [ 201 ] [ 202 ] [ 203 ] |
| TC Candler: The Decennial Independent Critics List 2010–19 | 2020 | The 30 Most Handsome Faces of the Decade | Ele mesmo                           | 5th       | [ 204 ] [ 205 ]         |
| TC Candler: The 8th Annual Independent Critics List        | 2020 | World's 100 Most Handsome Faces of 2020  | Ele mesmo                           | 4th       | [ 206 ]                 |